# Kukui

kukui er et japansk band, bestående af Haruka Shimotsuki (vokal, tekster og komponering) og Myu (komponering, arrangement, og tekster). De har lavet sange til anime og spil, hvoraf den mest bemærkelsesværdige er Rozen Maiden-serien.

## Historie
Shimotsuki og Myu (tidligere et band af Myu og Riya) samarbejdede originalt under navnet Refio + Haruka Shimotsuki da de lavede Toumei Shelter, sluttemaet til Rozen Maiden i 2004. I april 2007 samarbejdede Myu og Haruka Shimotsuki om at lave et album. Kort tid efter dannede de kukui og lavede en dojin-single, Yumewatari no Yoru, der blev solgt ved det 67. Comic Market samme år. Det efterfølgende år vendte de tilbage for at lave sluttemaet til Rozen Maiden's anden sæson, Träumend, og lavede dermed deres første større udgivelse som kukui, med mini albummet Hikari no Rasenritsu. Deres første album, Leer Lied, blev udgivet i 2007.

## Diskografi

### Singler
- 透明シェルター / Toumei Shelter (udgivet den 25. november 2004 som refio + Haruka Shimotsuki) — Tv-anime Rozen Maiden sluttema

- ゆめわたりの夜 / Yumewatari no Yoru (uafhængig udgivelse, udgivet den 29. december 2004)
  1. ゆめわたりの夜 / Yumewatari no Yoru
  2. 雨の後に / Ame no Ato ni
  3. ゆめわたりの夜 / Yumewatari no Yoru (off vocal)
  4. 雨の後に / Ame no Ato ni (off vocal)

- Little Primrose (udgivet den 25. januar 2006)
  1. Little Primrose — Tv-anime Kagihime Monogatari Eikyū Alice Rondo åbningstema
  2. アマヤドリ / Amayadori
  3. Little Primrose (off vocal)
  4. アマヤドリ / Amayadori (off vocal)

- Starry Waltz (udgivet den 26. april 2006)
  1. Starry Waltz — Tv-anime Nishi no Yoki Majo Astraea Testament åbningstema
  2. 闇の輪廻 / Yami no Rinne
  3. Starry Waltz <off vocal>
  4. 闇の輪廻 / Yami no Rinne <off vocal>

- コンコルディア / Concordia (udgivet den 23. maj 2007)
  1. コンコルディア / Concordia — Tv-anime Shinkyoku Sōkai Polyphonica sluttema
  2. 二重奏 / Nijuusou
  3. コンコルディア / Concordia Instrumental
  4. 二重奏 / Nijuusou Instrumental

### Album
- 光の螺旋律 / Hikari no Rasenritsu (mini album, udgivet den 23. november 2005) — Tv-anime Rozen Maiden träumend sluttema
- Rozen Maiden Best Album: Leer Lied (udgivet den 25. april 2007)
- 箱庭ノート / Hakoniwa Note (udgivet den 24. oktober 2007)

1. Approach
2. 箱庭ノート / Hakoniwa Note
3. コンコルディア / Concordia
4. Starry Waltz
5. cycle
6. 夜の奥底 / Yoru no Okusoko
7. 透明シェルター ~kukui ver.~ / Toumei Shelter ~kukui ver.~
8. 虹色クオーツ / Nijiiro Quartz — PS2-spil Angel Profile åbningstema
9. 空のメロディ / Sora no Melody — PS2-spil Angel Profile sluttema
10. 記憶 / Kioku
11. アマヤドリ / Amayadori
12. 二重奏 / Nijuusou
13. Little Primrose

### Andet
- 希望の羽 (Kibou no Hane) — kukui presents (fra Haruka Shimotsukis Ashiato Rhythm album, udgivet den 22. september 2005)
- 流れ星ひとつ (Nagareboshi Hitotsu) — (fra Sola Image Song Album: oratorio, udgivet den 8. august 2007)